# Ataques a la base militar de Teteyé
Los Ataques a la base militar de Teteyé fueron una serie de ataques perpetrados principalmente por los Frentes 48 y 32 de la guerrilla de las Fuerzas Armadas Revolucionarias de Colombia - Ejército del Pueblo (FARC-EP) contra la Base Militar de Teteyé en el municipio de Puerto Asís, Putumayo, Colombia, cerca a la frontera con Ecuador. La base es sede del Batallón de Artillería n.º 27 que custodia infraestructura petrolera en el área, específicamente los pozos petroleros Quillacinga y Teteyé. 

## Ataque de 2005
Previo al ataque y según testimonios de habitantes de la zona, un mes antes del ataque las FARC-EP habían repartido volantes diciéndole a la población que abandonaran el lugar pues iban a ser atacados.
Según testigos de la zona, el 24 de junio de 2005, 11:00 PM (UTC-5), unas de 10 canoas con seis hombres uniformados cada una, atravesaron el río San Miguel desde Ecuador. A las 5:00 AM (UTC-5) del 25 de junio siguiente se inició el ataque a la base de Teteyé. Otro grupo de guerrilleros atravesaron el río portando armamento pesado.
El combate se prolongó hasta las 7:00 AM (UTC-5) del 26 de junio. Las aeronaves de la Aviación del Ejército Nacional fueron las primeras en llegar a apoyar a las tropas acantonadas en la base de Teteyé. Después fue enviado el avión fantasma de la Fuerza Aérea de Colombia (FAC). A las 10:00 AM fueron enviados dos batallones de contraguerrilla de la Brigada Móvil No.13 con 800 soldados.
Tras el ataque 24 militares murieron, y 11 fueron heridos. Según el entonces comandante de las FARC-EP,  Raúl Reyes la cifra estaría en 50 militares muertos y cinco guerrilleros de las FARC-EP muertos. Reyes también negó la versión del gobierno colombiano de que los atacantes de las base hubieran provenido de territorio ecuatoriano.
Las FARC en un comunicado se adjudicó este ataque, así como otras escara bases del Porvenir, la de Colon y la de antinarcóticos en San Miguel, adjudicándose además el robo de armas y municiones.
Las FARC-EP utilizaron cilindros bomba, granadas de mortero, metralla metálica, cargas explosivas, y disparos de fusiles. Como consecuencia dejaron daños estructurales en la base militar de Teteyé. No fue hasta el 15 de julio del mismo año, que el soldado Duverney Orozco, hecho preso por la guerrilla durante el asalto fue liberado al Batallón del Plan Energético y Vial Número 11.

### Crisis diplomática
El altercado provocó roces diplomáticos entre el gobierno colombiano de Álvaro Uribe y el gobierno del presidente ecuatoriano, Alfredo Palacio. Después del ataque a Teteyé, el gobierno ecuatoriano planteó exigir visado a los colombianos que planearan ingresar a Ecuador, mientras que la canciller colombiana, Carolina Barco, alegó que "la medida sería un error que afectaría las relaciones comerciales y no solucionaría el problema de la seguridad". Los presidentes Uribe y Palacio, tuvieron un encuentro el 7 de julio y hablaron sobre el tema durante la cumbre bananera en Costa Rica.

### Condenas
El 22 de agosto de 2006 la Fiscalía General de la Nación dictó medida de aseguramiento, detención preventiva sin beneficio de libertad, en contra de Rigoberto Jacanamejoy Noa y Moisés Sierra Piraquive, dos presuntos guerrilleros de las FARC-EP acusados de participar en el ataque a la Base Militar de Teteyé. Jacanamejoy y Sierra fueron acusados de los delitos de concierto para delinquir, homicidio agravado, terrorismo, secuestro, daño en bien ajeno y rebelión.
A cargo del caso Teteyé hay un fiscal de la Unidad Nacional de Derechos Humanos y DIH y se han arrestado a 42 personas, 11 de ellas acusadas y el resto con medida de aseguramiento.

## Ataques de 2007

### Desplazamiento forzado
En 2007, un número indeterminado de campesinos, entre ellos más de un centenar de aborígenes, se marcharon a Ecuador por temor a ser involucrados en los enfrentamientos entre las FARC-EP y el gobierno colombiano. Los desplazados se alojaron en caseríos de la ribera ecuatoriana del río San Miguel, que separa a los dos países en la provincia ecuatoriana de Sucumbíos, además de provocar una disputa diplomática entre los gobiernos de Rafael Correa de Ecuador y Álvaro Uribe de Colombia.

### Crisis diplomática
La Cancillería colombiana dijo que llevaría el caso de los ataques a Teteyé ante la Organización de Estados Americanos (OEA), para que sea analizado. El gobierno de Colombia también envió una nota de protesta ante el Gobierno de Ecuador por el ataque en el que incluyó una petición para que se investigara las finanzas de las FARC-EP en Ecuador.
Por su parte, el presidente Correa dijo que las investigaciones realizadas por su Gobierno sobre el ataque a Teteyé, que las investigaciones por su gobierno determinaron que el ataque no se produjo desde territorio ecuatoriano ya que la frontera frente a la base de Teteyé es patrullada por las Fuerzas Armadas del Ecuador, mientras le hizo un llamado al Gobierno colombiano para que aportara pruebas sobre las supuestas finanzas de las FARC-EP en Ecuador. Correa alegó que las acusaciones podrían ser "una cortina de humo del Gobierno colombiano para distraer la atención sobre los múltiples problemas internos que tiene el Gobierno del presidente Uribe".

## Ataque de 2008
Tras la muerte del jefe guerrillero,Raúl Reyes, en la Operación Fénix, realizada el 1 de marzo de 2008 en territorio ecuatoriano, donde mantenían un campamento las FARC-EP, las relaciones diplomáticas entre Colombia y Ecuador se suspendieron. Sin embargo, la base de Teteyé recibió otro ataque según informó el Comandante de las Fuerzas Militares de Colombia, General Mario Montoya, otra vez proveniente de territorio ecuatoriano.
El General Montoya, denunció que los ataques fueron realizados con cilindros bomba, que lograron herir a un soldado y que había evidencias del ataque. La presencia militar en la región de Teteyé fue reforzada tras el ataque.